# Ituglanis
Ituglanis is een geslacht van straalvinnige vissen uit de familie van de parasitaire meervallen (Trichomycteridae).

## Soorten
- Ituglanis amazonicus (Steindachner, 1882)
- Ituglanis bambui Bichuette & Trajano, 2004
- Ituglanis cahyensis Sarmento-Soares, Martins-Pinheiro, Aranda & Chamon, 2006
- Ituglanis eichorniarum (Miranda Ribeiro, 1912)
- Ituglanis epikarsticus Bichuette & Trajano, 2004
- Ituglanis gracilior (Eigenmann, 1912)
- Ituglanis guayaberensis (Dahl, 1960)
- Ituglanis herberti (Miranda Ribeiro, 1940)
- Ituglanis ina Wosiacki, Dutra & Mendonça, 2012
- Ituglanis laticeps (Kner, 1863)
- Ituglanis macunaima Datovo & Landim, 2005
- Ituglanis mambai Bichuette & Trajano, 2008
- Ituglanis metae (Eigenmann, 1917)
- Ituglanis nebulosus de Pinna & Keith, 2003
- Ituglanis paraguassuensis Campos-Paiva & Costa, 2007
- Ituglanis parahybae (Eigenmann, 1918)
- Ituglanis parkoi (Miranda Ribeiro, 1944)
- Ituglanis passensis Fernández & Bichuette, 2002
- Ituglanis proops (Miranda Ribeiro, 1908)
- Ituglanis ramiroi Bichuette & Trajano, 2004